# Шоу Энди Гриффита
«Шоу Энди Гриффита» — американская ситуационная комедия, которая транслировалась по CBS с 3 октября 1960 г. по 1 апреля 1968 г., составляющая в общей сложности 249 получасовых эпизодов, охватывающих восемь сезонов: 159 чёрно-белых серий и 90 цветных. Сериал частично возник из эпизода «Шоу Дэнни Томаса».
В шоу снимался Энди Гриффит в роли Энди Тейлора, овдовевшего шерифа Мейберри, Северная Каролина, вымышленного населённого пункта, в котором проживают 2000 человек. Среди других главных персонажей — манерный кузен и заместитель Энди, Барни Файф (Дон Ноттс); тётя и экономка Энди Би Тейлор (Фрэнсис Бавье); и маленький сын Энди, Опи (Рон Ховард). Завершают состав эксцентричные горожане и импульсивные подружки.
Что касается характера шоу, Гриффит сказал, что, несмотря на современную обстановку, шоу вызвало ностальгию, упомянув в интервью «Today»: «Ну, хотя мы никогда так не говорили, и сериал был снят в 60-х, по ощущениям он был 30-х годов. Это было как воссоздание дней давно минувших».
Сериал никогда не занимал позиции ниже седьмого места в рейтинге Нильсена, оказавшись на момент выхода последнего сезона лидером. Среди других шоу, завершившие свои трансляции на вершине рейтингов, — это «Я люблю Люси» и «Сайнфелд». По различным методикам оценки TV Guide сериал становился девятым и тринадцатым лучшим сериалом в истории американского телевидения. Хотя ни Гриффит, ни шоу не получили наград за 8-сезонные съёмки, коллеги по фильму Ноттс и Бавье собрали в общей сложности шесть премий Эмми. Сериал породил собственный спин-офф, «Gomer Pyle, U.S.M.C.» (1964), и телефильм о воссоединении «Возвращение в Мэйберри» (1986). После восьмого сезона, когда Энди Гриффит покинул сериал, он был переименован в «Mayberry, R.F.D.», где Кен Берри и Бадди Фостер заменили Энди Гриффита и Рона Ховарда в новых ролях. В новом формате он состоял из 78 эпизодов, трёх сезонов, завершившись в 1971 году. «Шоу Энди Гриффита» часто ретранслировали на TV Land, MeTV, CW и SundanceTV. На этих каналах эпизоды редактируются, чтобы освободить место для рекламы, но в некоторых эфирах на SundanceTV транслируются полные, необработанные версии. Полностью сериал доступен на DVD и на таких сервисах стримингового видео, как Amazon Prime. Mayberry Days, ежегодный фестиваль, посвященный ситкому, проводится каждый год в родном городе Гриффита, Маунт-Эйри, Северная Каролина.

## История создания

### Предыстория
Шелдон Леонард, продюсер «Шоу Дэнни Томаса», и сам Дэнни Томас наняли комедийного сценариста Артура Стандера (который написал многие эпизоды «Шоу Дэнни Томаса») для создания пилотного «Шоу Энди Гриффита», где он будет мировым судьей и редактором газеты в маленьком городке. В то время звезда Бродвея, кино и радио Гриффит был заинтересован в попытке сыграть роль на телевидении, и агентство Уильяма Морриса заявило Леонарду, что неизвестное происхождение Гриффита и деревенский типаж подходят для этой роли. После переговоров между Леонардом и Гриффитом в Нью-Йорке, Гриффит вылетел в Лос-Анджелес и снялся в эпизоде.. 15 февраля 1960 года в эфир вышла серия «Шоу Дэнни Томаса» под названием «Дэнни встречает Энди Гриффита». В этой серии Гриффит сыграл вымышленного шерифа Энди Тейлора из Мейберри, Северная Каролина, который арестовывает Дэнни Уильямса (персонаж Томаса) за то, что он проехал под красный свет. Будущие актёры «Шоу Энди Гриффита», Фрэнсис Бавье и Рон Ховард, появились в эпизоде как горожане Генриетта Перкинс и Опи Тейлор (сын шерифа). General Foods, спонсор «Шоу Дэнни Томаса», получила право первого выхода к спин-оффу и сразу же взялась за него. 3 октября 1960 года в 21:30 состоялась премьера «Шоу Энди Гриффита».

### Процесс съёмок

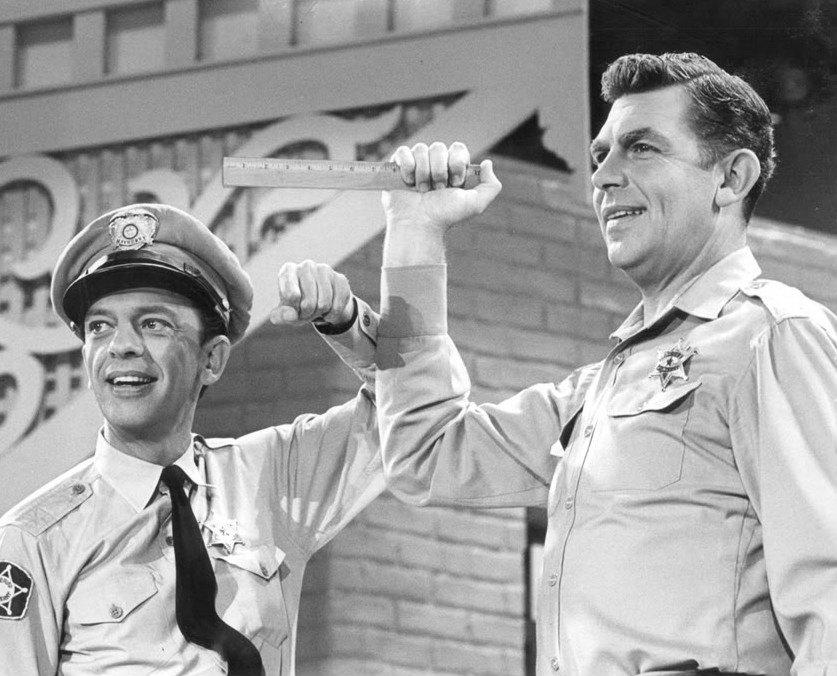
Ноттс и Гриффит в роли их персонажей в кадре из одночасового специального Шоу Энди Гриффита, Дона Ноттса и Джима Нэйборса от 7 октября 1965 года.

В производственную группу ситкома входили продюсеры Аарон Рубен (1960—1965) и Боб Росс (1965—1968). Среди сценаристов первого сезона (многие из которых работали в паре) были Джек Элинсон, Чарльз Стюарт, Артур Стандер и Фрэнк Тарлофф (как «Дэвид Адлер»), Бенедикт Фридман и Джон Фентон Мюррей, Лео Соломон и Бен Гершман, а также Джим Фритцелл и Эверетт Гринбаум. В течение шестого сезона Гринбаум и Фритцелл покинули шоу, а Рубен переключился на «Gomer Pyle, U.S.M.C.», частично принадлежащее ему шоу. Писатель Харви Баллок ушёл после шестого сезона. Боб Суини руководил первыми тремя сезонами, за исключением премьерного. Шоу было снято в студии «Desilu Studios», а экстерьеры — в «Forty Acres» в Калвер-Сити, Калифорния. Места в лесу были сняты к северу от Беверли-Хиллз в Франклин-Каньон, включая начальные и заключительные титры с Энди и Опи, идущими к проруби для рыбалки и обратно.
Дон Ноттс, который знал Гриффита в профессиональном отношении, после просмотра сериала «Шоу Дэнни Томаса» позвонил Гриффиту на стадии разработки «Шоу» и предположил, что персонажу шерифа нужен помощник. Энди Гриффит в ответ согласился. Ноттс прошёл прослушивание у создателя и исполнительного продюсера «Шоу Шелдона Леонарда», и ему предложили пятилетний контракт на роль Барни Файфа.
Музыкальное сопровождение шоу «The Fishin 'Hole» была написана Эрлом Хэйгеном и Хербертом Спенсером, а слова написаны Эвереттом Слоуном, который также сыграл роль Джубала Фостера в эпизоде «The Keeper of the Flame» (1962). Характерный свист в начальных и заключительных титрах, исполнил Эрл Хэйген. Одна из мелодий шоу, «Марш Мэйберри», была несколько раз переработана в разных темпах, стилях и оркестровках в качестве фоновой музыки.
Единственным спонсором шоу была компания General Foods, с рекламным вознаграждением, оплаченным (в виде автомобилей) компанией Ford (упомянутой в титрах).

### Развитие Грифитта Энди Тейлором
Изначально Гриффит играл Тейлора в роли деспотичного деревенского болвана, ухмыляющегося во весь рот и говорящего неуверенно и неистово. Стиль ассоциировался с исполнением его популярных монологов, таких как «What It Was, Was Football». Он постепенно отказался от образа «деревенщины Тейлора» и выработал серьёзный и вдумчивый характер. Продюсер Аарон Рубен вспоминал:
Он был тем удивительно забавным персонажем из романа «No Time for Sergeants», Уиллом Стокдейлом [роль, которую Гриффит сыграл на сцене и в кино]… Однажды он сказал: «Боже мой, я только что понял, что я правильный парень. Я играю прямо среди всех этих чудаков». Он не любил себя [в первые годы ретрансляции]… и в следующем сезоне он изменился, став этим персонажем Линкольна.
Поскольку Гриффит перестал изображать некоторые из наиболее бесхитростных черт характера и манер шерифа, для него было невозможно создавать свои собственные проблемы и неприятности в манере других центральных персонажей ситкома, таких как Люси в «Я люблю Люси» или Арчи Банкер в «Все в семье», чьи проблемы были результатом их темперамента, философии и отношения. Следовательно, персонажи вокруг Тейлора использовались для создания проблем и неприятностей, а твёрдый Тейлор выступал в роли решателя проблем, посредника, советника, наставника и медиатора.

## Сюжет и персонажи

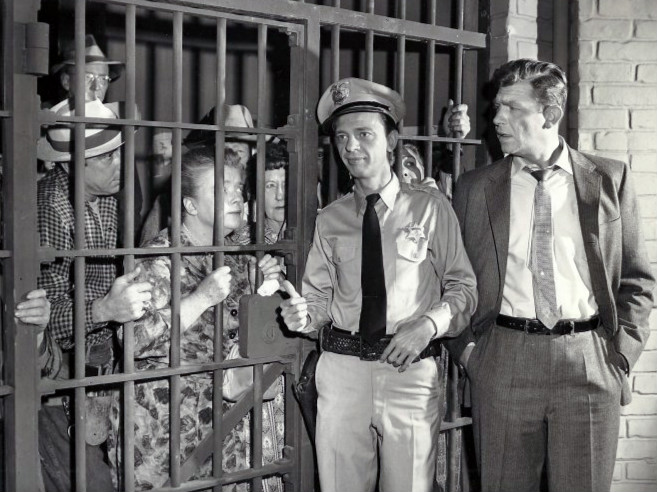
В эпизоде «Andy Saves Barney’s Morale» (1961) Энди уезжает из города и оставляет Барни за главного. Вернувшись, он обнаруживает, что Барни так серьёзно отнёсся к своей работе, что посадил всё население Мейберри в тюрьму за мелкие преступления.

Сюжет сериала вращается вокруг шерифа Энди Тейлора (Энди Гриффит) и его жизни в медлительном, неспешном вымышленном городке Мейберри, штат Северная Каролина. Рассудительный подход шерифа Тейлора к правоохранительной деятельности делает его бичом местных самогонщиков и иногородних преступников, в то время как его способность решать общественные проблемы с помощью советов здравого смысла, посредничества и примирения делает его популярным среди своих сограждан. Его работа, однако, осложняется повторяющимися оплошностями его неумелого заместителя Барни Файфа (Дон Ноттс). Барни — двоюродный брат Энди, но об этом упоминается лишь в нескольких ранних эпизодах. Энди общается с друзьями в парикмахерской на главной улице и встречается с разными дамами, пока школьная учительца не становится его постоянным интересом в третьем сезоне. Дома Энди наслаждается рыбалкой со своим сыном Опи (Ронни Ховард) и тихими вечерами на крыльце со своей незамужней тётей и экономкой Би (Фрэнсис Бавье). Сезон за сезоном Опи испытывает родительские навыки своего отца, а легкомысленные романы и приключения тёти Би вызывают беспокойство у её племянника.
Среди друзей и соседей Энди в разное время были парикмахер Флойд Лоусон (Ховард МакНир — но в эпизоде 1960 года «Незнакомец в городе» его сыграл Уолтер Болдуин), служащие автосервиса и двоюродные братья Гомер Пайл (Джим Нэйборс) и Губер Пайл (Джордж Линдси), а также местный пьяница Отис Кэмпбелл (Хэл Смит). Было также два мэра: мэр Пайк, более спокойный, и мэр Стоунер, более напористый. По женской линии горожанка Клара Эдвардс (Хоуп Саммерс), возлюбленная Барни Тельма Лу (Бетти Линн) и возлюбленная Энди, школьная учительница Хелен Крамп (Анета Корсо) становятся частыми посетителями. Элли Уокер (Элинор Донахью) — подруга Энди в первом сезоне, а Пегги Макмиллан (Джоанна Мур) — медсестра, которая становится его девушкой в третьем сезоне.
Эрнест Т. Басс впервые появился в эпизоде 94 («Mountain Wedding») и четырёх более поздних сериях. Актёр, сыгравший его, Говард Моррис, также появился в роли Джорджа, телевизионного ремонтника, в эпизоде 140 («Andy and Helen Have Their Day») и в двух необозначенных в титрах ролях озвучки Леонарда Блаша и диктора радио. Моррис также снял в общей сложности восемь эпизодов шоу, ни один из которых не изображал Эрнеста т. Басса.
В цветных сезонах регулярно появляются местный чиновник Говард Спрэг (Джек Додсон) и разнорабочий Эммет Кларк (Пол Хартман), а заместитель Барни Уоррен Фергюсон (Джек Бернс) появляется примерно в середине шестого сезона. Незримые персонажи, такие как телефонистка Сара и предмет воздыхания Барни, официантка местной закусочной Хуанита Бисли, часто упоминаются. Колин Мале, кому принадлежал закадровый голос шоу в течение первых пяти сезонов, изображал егеря Петерсона в эпизоде 140 («Andy and Helen Have Their Day»). В последних нескольких эпизодах сериала дебютирует фермер Сэм Джонс (Кен Берри), а позже становится ведущим переименованного шоу «Mayberry R. F. D.»
Дон Ноттс, Анета Корсо, Джек Додсон и Бетти Линн также появились в более позднем шоу Энди Гриффита «Мэтлок».

## Эпизоды
«Шоу» состоит из восьми полных сезонов и 249 серий, из них 159 чёрно-белых эпизодов (1-5 сезоны) и 90 цветных (6-8 сезоны). Гриффит появляется во всех 249 эпизодах, а Ховард — в 209. Только Гриффит, Ховард, Бавье, Ноттс и Хоуп Саммерс появлялись во всех восьми сезонах.
Ноттс покинул шоу в конце пятого сезона, чтобы продолжить карьеру в кино (в сериале обыграли так, будто он устраивается на работу детективом в полиции штата в Роли), но вернулся, чтобы сыграть роль Барни в качестве приглашённой звезды с шестого по восьмой сезоны. Его последнее появление состоялось в последнем сезоне, в рассказе о саммите с российскими высокопоставленными лицами, который «занял одиннадцатое место среди комедийных программ, наиболее просматриваемых на телевидении в период с 1960 по 1984 год, с аудиторией в тридцать три с половиной миллиона человек».

## Повторные трансляции, спин-оффы, воссоединения

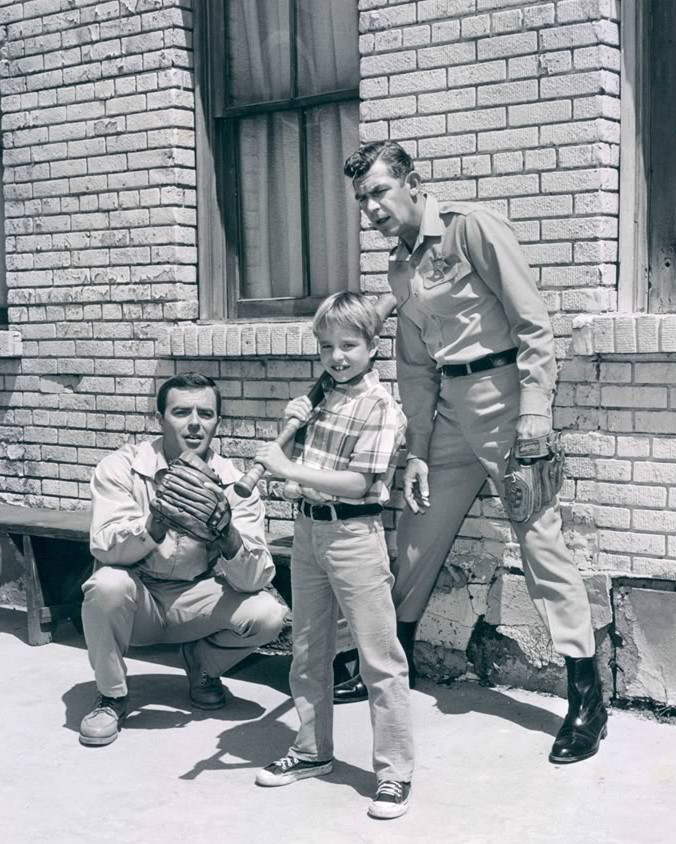
Сэм Джонс (Кен Берри) и его сын Майк (Бадди Фостер) были персонажами второго плана в последнем сезоне шоу Энди Гриффита, создав сиквел «Mayberry R. F. D.».

Осенью 1964 году дневные повторы начали выходить в эфир в синдикации на протяжении следующих 57 лет. Шоу было переименовано в «Энди из Мейберри», чтобы отличить повторяющиеся эпизоды от новых, выходящих в эфир в прайм-тайм.
В конце четвёртого сезона (май 1964 года) в эфир вышел встроенный пилотный эпизод «Гомер Пайл, КМП США», а в сентябре следующего года спин-офф в формате целого сериала «Гомер Пайл, КМП США» дебютировал с Джимом Наборсом в роли Гомера и Фрэнком Саттоном в роли инструктора по строевой подготовке сержанта Винса Картера.
В последних эпизодах восьмого сезона, когда Энди Гриффит готовился к отъезду, Сэм Джонс, которого играл Кен Берри, появился как новая звезда, и сериал был переименован в «Mayberry R. F. D.», большинство актёров остались играть свои первоначальные роли, а Бавье стала экономкой Сэма. Чтобы создать плавный переход, Энди и Хелен поженились в первом эпизоде «нового» сериала и остались ещё на несколько эпизодов, прежде чем переехать в Роли, фактически завершив свою историю. После окончания «RFD» в 1971 году Джордж Линдси много лет играл Губера в популярном кантри-варьете «Hee Haw».
Губер, Барни и Эммет появились вместе на премьере сериала «Новое шоу Энди Гриффита», в котором Гриффит сыграл похожего, но канонически другого персонажа, мэра Энди Сойера. Все три персонажа относились к Сойеру так, как будто он был Энди Тейлором. В целом сериал длился всего десять серий.
В 1986 году вышел воссоединенный телефильм «Возвращение в Мэйберри», в котором несколько актёров играли свои изначальные роли, но без Фрэнсис Бавье. В то время она проживала в Силер-Сити, Северная Каролина, болела и отказалась участвовать. В телефильме тётя Би изображается умершей (и, фактически, Бавье умерла три года спустя), а Энди посетил её могилу. Также отсутствовали Ховард МакНир, Пол Хартман, Джек Бернс и актёры, которые были представлены только в сезонах «Mayberry R. F. D.».
Гриффит и Ховард в последний раз исполнили свои роли в скетче «Funny or Die» в поддержку президентской кампании Барака Обамы в 2008 году.
В 1993 году у «Шоу Энди Гриффита» был специальный выпуск воссоединения, в котором участвовали Энди Гриффит, Дон Ноттс, Рон Ховард, Джим Нэйборс, Джордж Линдси и Джек Додсон. В 2003 году четверо оставшихся в живых актёров (Гриффит, Ховард, Ноттс и Нэйборс) собрались вместе для специального воссоединения, в котором они вспоминали время, проведённое Джорджем Линдси на шоу. Постановка была перемежалась архивными кадрами и короткими отснятыми интервью с некоторыми другими выжившими актёрами. Этот специальный выпуск назывался «Шоу Энди Гриффита: назад в Мэйберри».

### Рейтинги
Шоу Энди Гриффита входило в десятку лучших на протяжении всей своей трансляции, никогда не занимая ниже седьмого места в ежегодных рейтингах.
Исследование Нильсена, проведённое во время последнего сезона шоу (1967—1968), показало, что шоу занимало первое место у аудитории работяг, за которым следовали «Шоу Люси» и «Дымок из ствола». Среди «белых воротничков» сериал занял третье место после «Saturday Movies» и «The Dean Martin Show». «Шоу Энди Гриффита» — одно из трёх шоу, последний сезон которого занял первое место на телевидении, а двумя другими стали «Я люблю Люси» и «Сайнфелд». В 1998 году более пяти миллионов человек в день смотрели повторы шоу на 120 каналах.

## Награды и номинации

### Эмми
1961
- Лучший актёр или актриса второго плана в сериале: Дон Ноттс — Победа
- Лучшее достижение в комедийной программе — Номинация (победитель: «Программа Джека Бенни»)

1962
- Лучший актёр второго плана: Дон Ноттс — Победа
- Лучшее достижение в комедийной программе — Номинация (победитель: «The Bob Newhart Show»)

1963
- Лучший актёр второго плана: Дон Ноттс — Победа

1966
- Лучший актёр второго плана в комедии: Дон Ноттс в «The Return of Barney Fife» — Победа

1967
- Лучший комедийный сериал — Номинация (победитель: «The Monkees»)
- Лучший актёр второго плана в комедии: Дон Ноттс в «Barney Comes to Mayberry» — Победа
- Лучшая актриса второго плана в комедии: Фрэнсис Бавье — Победа

### TV Land Awards
- Favorite Second Banana: Дон Ноттс — Победа (2003)
- Single Dad of the Year: Энди Гриффит — Победа (2003)
- Legend Award — Won (2004)

## Коммерциализация и отражение в массовой культуре
Для «Шоу Энди Гриффита» во время его первоначального показа было произведено очень мало товаров, что является особенностью популярного телешоу 1960-х годов. Одна из теорий отсутствия атрибутики заключается в том, что продюсеры шоу, в частности Гриффит, хотели защитить его имидж как реалистичное и продуманное предложение и сохранить внимание публики к самому шоу, а не к его бренду. Среди немногих товаров, выпущенных во время первого показа шоу, Dell Comics опубликовала два комикса «Шоу Энди Гриффита», один нарисован Генри Скарпелли, а другой Биллом Фраччо. В 2004 году стоимость копии в почти новом состоянии составила более 500 долларов каждая. Также был выпущен альбом с саундтреками, две книжки-раскраски и коробка хлопьев Grape-Nuts 1966 года с фотографией Гриффита в роли шерифа Энди Тейлора рядом с рецептом лимонного пирога на обратной стороне. Устойчивая популярность шоу привела к появлению значительного количества товаров в течение десятилетий после его закрытия, включая настольные игры, кукол-баблхед, кухонные принадлежности и книги. В 2007 году линия консервов, вдохновленная сериалом, стала доступна в продуктовых магазинах по всей Америке. В родном городе Гриффита Маунт Эйри, штат Северная Каролина, ежегодно проводится недельное празднование Дня Мэйберри с концертами, парадами и выступлениями участников шоу. В 1997 году эпизод «Opie the Birdman» занял 24-е место в рейтинге «100 величайших эпизодов всех времен» по версии TV Guide. В 2002 году TV Guide поставил «Шоу Энди Гриффита» на девятое место в своём списке 50 лучших шоу всех времен. Энди Тейлор занял 63-е место в топе 100 величайших телевизионных персонажей американского телеканала «Браво». В 2003 году кантри-группа Rascal Flatts выпустила песню «Mayberry», и многие тексты содержат отсылки к шоу. Сеть кабельного телевидения TV Land возвела бронзовые статуи Энди и Опи в Маунт-Эйри и Роли, Северная Каролина («Pullen Park»). «Taylor Home Inn» в Клир-Лейк, штат Висконсин, представляет собой отель типа «ночлег и завтрак», построенный по образцу дома Тейлора. В кафе «Mayberry» в Данвилле, штат Индиана, подаётся фирмененый жареный цыплёнок тёти Би и размещена копия полицейской машины Энди Ford Galaxie. В 2013 году TV Guide поставил «Шоу Энди Гриффита» на 15 место в своем списке 60 величайших шоу всех времен.

## Домашний медиа-релиз
В конце 1980-х Premier Promotions выпустили некоторые эпизоды на VHS. У большинства лент было два или четыре эпизода. В начале-середине 1990-х годов United American Video выпускала видеокассеты с различными эпизодами. У них было либо две, либо три серии. Эти компиляции были взяты из эпизодов в начале показа шоу, которые перешли в общественное достояние; эти серии продолжают распространяться в виде неофициальных видео-релизов. В период с 2004 по 2006 год Paramount Home Entertainment, а затем в 2006 году CBS Home Entertainment выпустили все восемь сезонов в виде односезонных сетов на DVD для региона 1. «Шоу Энди Гриффита: Полный сериал» впервые был выпущен в виде набора из 40 дисков в 2007 году. В дополнение ко всем 249 эпизодам сериала его бонусные опции включали эпизод «Дэнни встречает Энди Гриффита» из «Шоу Дэнни Томаса», который служил в качестве пилотного, эпизод «Опи присоединяется к морским пехотинцам» из сериала «Gomer Pyle, U.S.M.C.» с участием Рона Ховарда и 95-минутного телевизионного комедийного фильма «Возвращение в Мэйберри». В 2016 году «Шоу Энди Гриффита: Полный сериал» был пересобран и снова выпущен в виде набора из 39 дисков, который включал все 249 эпизодов сериала, но не включал бонусный диск. 16 эпизодов третьего сезона, которые перешли в общественное достояние после того, как CBS в 1989 году не подали заявки на продление авторских прав на эпизоды, доступны на дисках DVD со скидкой. В иске 2007 года CBS Operations Inc против Reel Funds International Inc. суд постановил, что рассматриваемый сериал является производными произведениями, основанным на эпизодах, охраняемых авторским правом, хотя сам сериал авторским правом не охранялся, и предоставили CBS косвенное авторское право на эпизоды, являющиеся общественным достоянием; постановление выдвинуло запрет Reel Funds International, дистрибьютору произведений общественного достояния, на продажу DVD-дисков с этими эпизодами в пределах юрисдикции окружного суда Соединённых Штатов в Северном округе Техаса.
| Название DVD    | Количество эпизодов | Дата выпуска    |
| --------------- | ------------------- | --------------- |
| Первый сезон    | 32                  | 16 ноября 2004  |
| Второй сезон    | 31                  | 24 мая 2005     |
| Третий сезон    | 32                  | 16 августа 2005 |
| Четвёртый сезон | 32                  | 22 ноября 2005  |
| Пятый сезон     | 32                  | 14 февраля 2006 |
| Шестой сезон    | 30                  | 9 мая 2006      |
| Седьмой сезон   | 30                  | 29 августа 2006 |
| Последний сезон | 30                  | 12 декабря 2006 |
| Полный сериал   | 249                 | 29 мая 2007     |
| Полный сериал   | 249                 | 16 февраля 2016 |

Примечание: релиз третьего сезона для региона 1 содержит два эпизода, отредактированные для синдикации: «The Darlings Are Coming», в котором было вырезано несколько сцен, и «Barney Mends a Broken Heart», эпилог которого был удалён.